# 斯卡尔利诺
斯卡尔利诺（義大利語：Scarlino），是意大利格罗塞托省的一个市镇。总面积88.38平方公里，人口3661人，人口密度41.4人/平方公里（2009年）。ISTAT代码为053024。